# Hippie Hip Hourra !
Pour les articles homonymes, voir Hippie (homonymie).
Hippie Hip Hourra ! (France) ou D’oh-maire-tas (Québec) (D'oh-in' in the Wind) est le 6e épisode de la saison 10 de la série télévisée d'animation Les Simpson.

## Synopsis
Homer se demande quel est son deuxième prénom dont il ne connaît que la première lettre, J. Son père, Abraham, étant incapable de lui répondre, il l'emmène dans une ferme tenue par une communauté hippie, où sa femme avait vécu. Homer y fait la connaissance de deux anciens amis hippies de sa mère, Seth et Munchie, qui le mènent à une fresque murale que sa mère lui a dédiée. Cette fresque le représente jeune et au milieu d'un paysage psychédélique et comporte un message adressé à son fils, Homer Jay Simpson. Il découvre ainsi que le « J » vient de « Jay ». Il entreprend de devenir hippie, comme sa mère l'aurait voulu.
Homer se met alors à porter son poncho crasseux et à pratiquer tous les stéréotypes hippies. Devant le peu d'enthousiasme de sa famille, il décide de retourner à la ferme des amis de sa mère. Il découvre alors que ceux-ci sont en fait les propriétaires d'une entreprise ultra-rentable de jus de légumes biologiques. Ils se justifient par le fait que les années 60 sont terminées pour eux depuis le jour où ils avaient vendu leur van Volkswagen, le 31 décembre 1969.
Homer les convainc alors de partir en ville pour tenter de convaincre des personnes de la mentalité hippie. En revenant à la campagne, à l'usine de production de jus, ils s'aperçoivent que le frisbee d'Homer a bloqué la chaîne de production et qu'ils ne pourront pas livrer leur commande pour tout le mois. Homer décide donc de retourner chez lui.
À peine arrivé, il retourne à la campagne pour réparer ses actions. Il réussit à produire presque suffisamment de jus, mais manque de légumes, il décide donc d'aller en prendre dans le jardin personnel des deux amis, qui est camouflé par un grillage de verdure. Au réveil des amis, ils sont surpris de voir leur jardin dévalisé et voient Homer qui sort de la grange (usine de production). Il explique donc qu'il vient de réparer ses torts, mais les amis expliquent que leur jardin personnel contenait des plantes pour leur "consommation personnelle". Les gens de Springfield qui boivent du jus se mettent alors à avoir des hallucinations, le jus contenant de la mescaline. Il ne faut pas longtemps pour que la police arrive sur les lieux de production. Homer tente alors une médiation, en mettant des fleurs dans les canons des fusils de policiers. Mais l'un d'eux tire, et une fleur se plante dans son crâne...

## Note
- Dans l'épisode 3 de la saison 1 Un atome de bon sens, Homer signe sa lettre de suicide par "Homer Jay Simpson", entrant en contradiction avec cet épisode. Cependant, en anglais, la lettre J et le prénom Jay se prononce de la même manière (d'où ce prénom), rendant la VF de la saison 1 prémonitoire par accident.
- Moe n'a pas sa voix habituelle.

## Divers
- George Carlin et Martin Mull sont les guest-stars de cet épisode, dans les rôles de Seth et Munchie.
- Durant le flash-back à Woodstock, Grand-père Simpson interrompt Jimi Hendrix pour demander Sha Na Na.
- C'est Yo La Tengo qui a composé la reprise psychédélique du thème des Simpson utilisé pendant les crédits.
- L'épisode a deux réalisateurs car Mark Kirkland, en instance de divorce n'a pas pu s'occuper de la première partie de l'épisode, réalisée donc par Matthew Nastuk.